# Petite Suite (Pittaluga)
La Petite Suite del compositor Gustavo Pittaluga va ser creada el 1933, per a deu instruments. Consta de tres moviments: Havanera, Serenata i Pasdoble.

## Instrumentació
Violí I, violí II, violoncel, contrabaix, flauta, clarinet, fagot, trompeta, trombó i arpa.

## Anàlisi
- Havanera (1r. mov)
- Serenata (2n. mov)
- Pasdoble (3r. mov)